# Kostervalsen (film)
Kostervalsen är en svensk film från 1958 i regi av Rolf Husberg. I rollerna ses bland andra Egon Larsson, Åke Söderblom och Yvonne Lombard.
Filmen producerades av Rune Waldekranz med manus av Lennart Hellsing (hans enda arbete som filmförfattare) och Bengt Linder. Musikkompositör var Torbjörn Iwan Lundquist, fotograf Göran Strindberg och klippare Eric Nordemar. Inspelningen ägde rum mellan den 17 juni och 19 augusti 1957 med kompletterande inspelningar den 14 oktober samma år. Inspelningsplatser var Sandrewateljéerna i Stockholm, Fjällbacka, Lysekil samt Gärdet. Den premiärvisades den 15 mars 1958 på biograferna Plaza och Astoria i Stockholm. Den var 97 minuter lång och barntillåten.
Sången "Kostervalsen" var ingen direkt förlaga till filmen, utan har endast lånat sitt namn. Sången framförs dock i ord och ton i filmen.

## Handling
Pelle och Maja skiljs åt efter ett gräl och Pelle försöker att vinna tillbaka henne, vilket han till slut lyckas med.

## Rollista
- Egon Larsson – Kurt Granberg, reklamtecknare
- Åke Söderblom – Pelle Boman, copywriter
- Yvonne Lombard – Marie "Maja" Boman, fru till Pelle
- Gaby Stenberg – Birgit Anderberg, även kallad Birgit Abrahamsson
- Isa Quensel – Doris Fågelström, ferieskoleägare
- Tilly Stephan – Mitzi Lachenberg, tysklärare
- Sven Lindberg – Bertram Johansson, engelsklärare
- Einar Fagstad – "Svalan" Söderman
- Lars Egge	– Konrad Anderberg, direktör och far till Birgit
- Sangrid Nerf – Solveig, ferieskoleelev
- Marie Ahlstedt – ferieskoleelev
- Jessie Flaws – Ann, ferieskoleelev
- Birgitta Ander – Chris, ferieskoleelev

Ej krediterade
- Torsten Lilliecrona – reklambyrådirektören
- Lauritz Falk – Henrik Åman, direktör
- Hanny Schedin – fru Andersson
- Richard Mattsson – advokat
- Berit Frodi – fröken Nilsson, hembiträde
- Inga-Lill Åhström	– Hilda, kock på ferieskolan
- Bernice Hildegard – Lillemor, ferieskoleelev
- Anita Edhage – Ulla, ferieskoleelev
- Marianne Ljunggren – Viola, ferieskoleelev
- Ann Karlén – Camilla, ferieskoleelev
- Gunilla Asp – ferieskoleelev
- Marita Holm – Marita Holm, ferieskoleelev
- Berit Kullander – ferieskoleelev
- Lisbeth Redner – ferieskoleelev
- Bernt Callenbo – journalist
- Sune Mangs – fotograf
- Ulla Edin	– modell
- Lilian Elgö – reklambyråflicka
- Rudolf Lindahl – detektiv
- Lars-Owe Carlberg	– polis
- Lennart Hellsing – man på direktör Anderbergs båt
- Sune Waldimir – kapellmästaren
- Vincent Jonasson – detektiv
- Jarne Eriksson – reklambyråpojke
- Helena Reuterblad	– flicka (bortklippt)
- Gustav Ek - Båtförare
- Rolf Husberg – tågpassagerare (bortklippt)

### Fotnoter
1. 1 2 3 4  ”Kostervalsen”. Svensk Filmdatabas. http://sfi.se/sv/svensk-filmdatabas/Item/?itemid=4558&type=MOVIE&iv=Basic&ref=/templates/SwedishFilmSearchResult.aspx?id%3d1225%26epslanguage%3dsv%26searchword%3dkostervalsen%26type%3dMovieTitle%26match%3dBegin%26page%3d1%26prom%3dFalse. Läst 19 mars 2013.